# Caramanhola

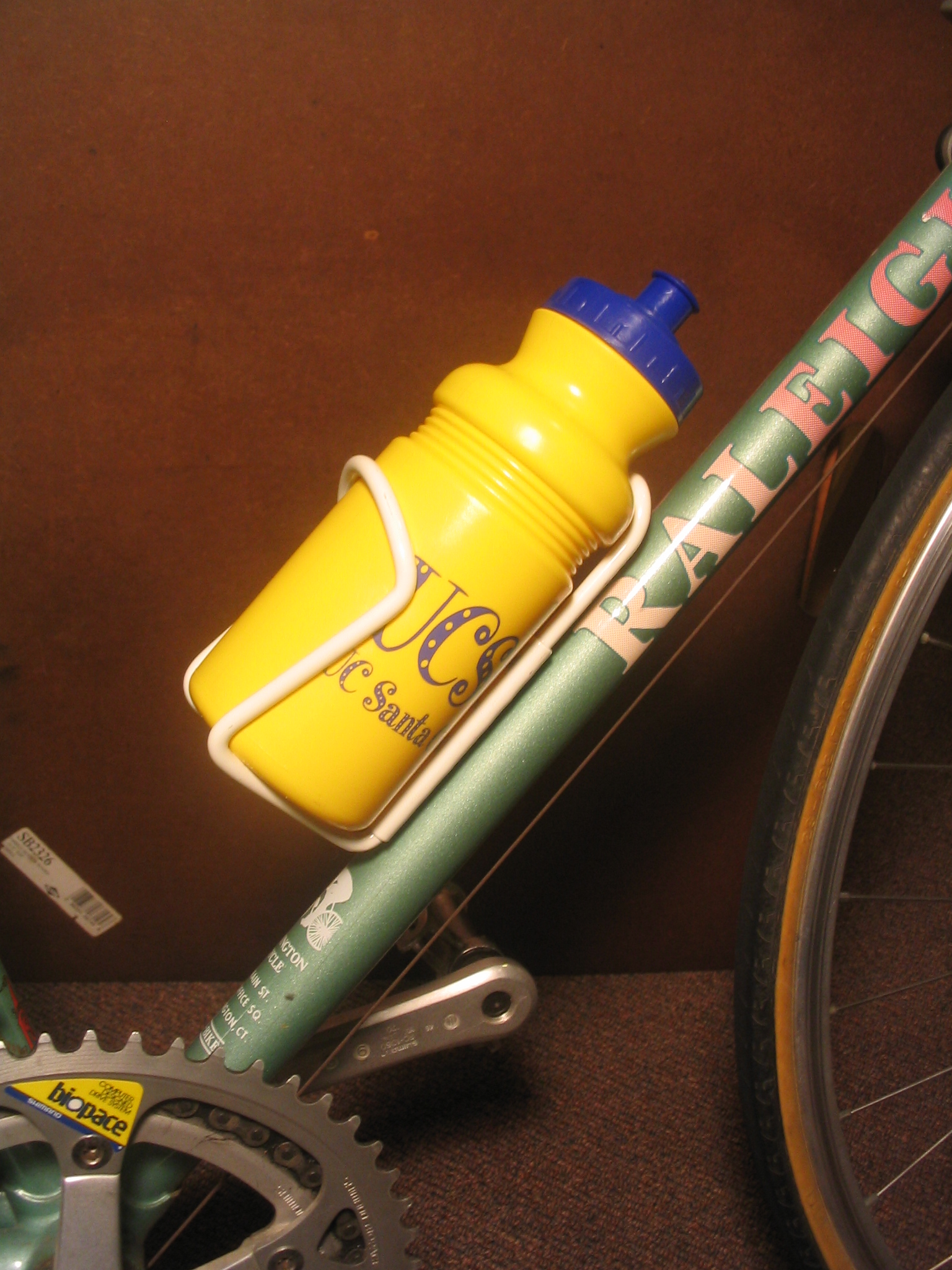
Caramanhola amarela em um suporte branco

Caramanhola, por vezes chamado de squeeze,  é o nome que se dá às garrafas que são presas a quadro de bicicletas por meio de suporte específico.
O suporte pode ser de plástico, alumínio, aço inoxidável, titânio ou fibra de carbono. Na maioria das bicicletas modernas, o quadro  traz orifícios rosqueados para segurar o suporte. Embora esses suporte também possam ser soldados, colados, rebitados, ou mesmo moldados no material do quadro. Braçadeiras são necessárias em bicicletas não tão equipadas, tais como bicicletas mais antigas ou de modelos mais baratos. Na realidade, não há suportes apenas de quadro. Ele podem ser presos ao guidão, atrás do selim, em lugares incomuns (dependendo do tipo de bicicleta) ou no garfo.